# Alcázar Real de Guadalajara
El Alcázar Real de Guadalajara es una fortificación de origen andalusí del siglo IX situada en Guadalajara (España), convertida a lo largo del tiempo en palacio real, fábrica de sarguetas y cuartel militar.
Forma un recinto fortificado de algo más de una hectárea sobre el barranco del Alamín y junto a la antigua carretera de Madrid. Desde su origen ocupa un espacio en la entrada oeste de Guadalajara junto a la puerta de Bradamarte y separa el barrio artesano de la Alcallería o de Cacharrerías del resto de la ciudad. Su principal función como fortificación andalusí es la de proteger la entrada a la ciudad y vigilar el paso por el valle del río Henares y la Campiña. Durante la época cristiana cumple las funciones de palacio real a imagen del Real Alcázar de Sevilla y del Alcázar de Córdoba, que datan de la misma época, hasta su abandono y conversión, primero, en fábrica de sarguetas y, después, en cuartel militar, última utilidad que tiene hasta quedar destruido definitivamente en 1936. Desde 1998 se están llevando a cabo una serie de excavaciones y estudios arqueológicos que han ido dejando al descubierto las distintas capas y estancias correspondientes a cada época.

## Historia

### Construcción y época andalusí
La construcción del Alcázar de Guadalajara se realiza a lo largo del siglo IX en plena batalla en época emiral entre los clanes bereberes Banu Salim y los muladíes Banu Qasi. Hacia el 862 el ejército de Musa ibn Musa sitia Guadalajara y asalta el Alcázar, donde se alojaba su yerno Izraq ibn Muntil, por hacerse con el control de la ciudad. Musa cae herido en la batalla y muere en su posterior llegada a Tudela.
El primitivo Alcázar termina de construirse en el siglo X de manos del califa Abd al-Rahman III, cuyas estancias visita con cierta asiduidad y utiliza como base militar, por ser lugar de paso hacia las batallas con los reinos cristianos del norte de la península ibérica. Así, en 920, durante la campaña de Muez, Abd al-Rahman III utiliza el Alcázar como base de operaciones para planear las estrategias en las batallas.
En el año 1085 Guadalajara cae en manos cristianas por la conquista llevada a cabo por las tropas de Álvar Fáñez, al servicio del rey Alfonso VI de León y Castilla, y pasa a formar parte del Reino de Castilla. Se inicia con ello una nueva etapa para el Alcázar, que pasa a destacar por sus funciones de palacio real, lejos de su función defensiva primitiva.

### Conquista cristiana, esplendor y decadencia

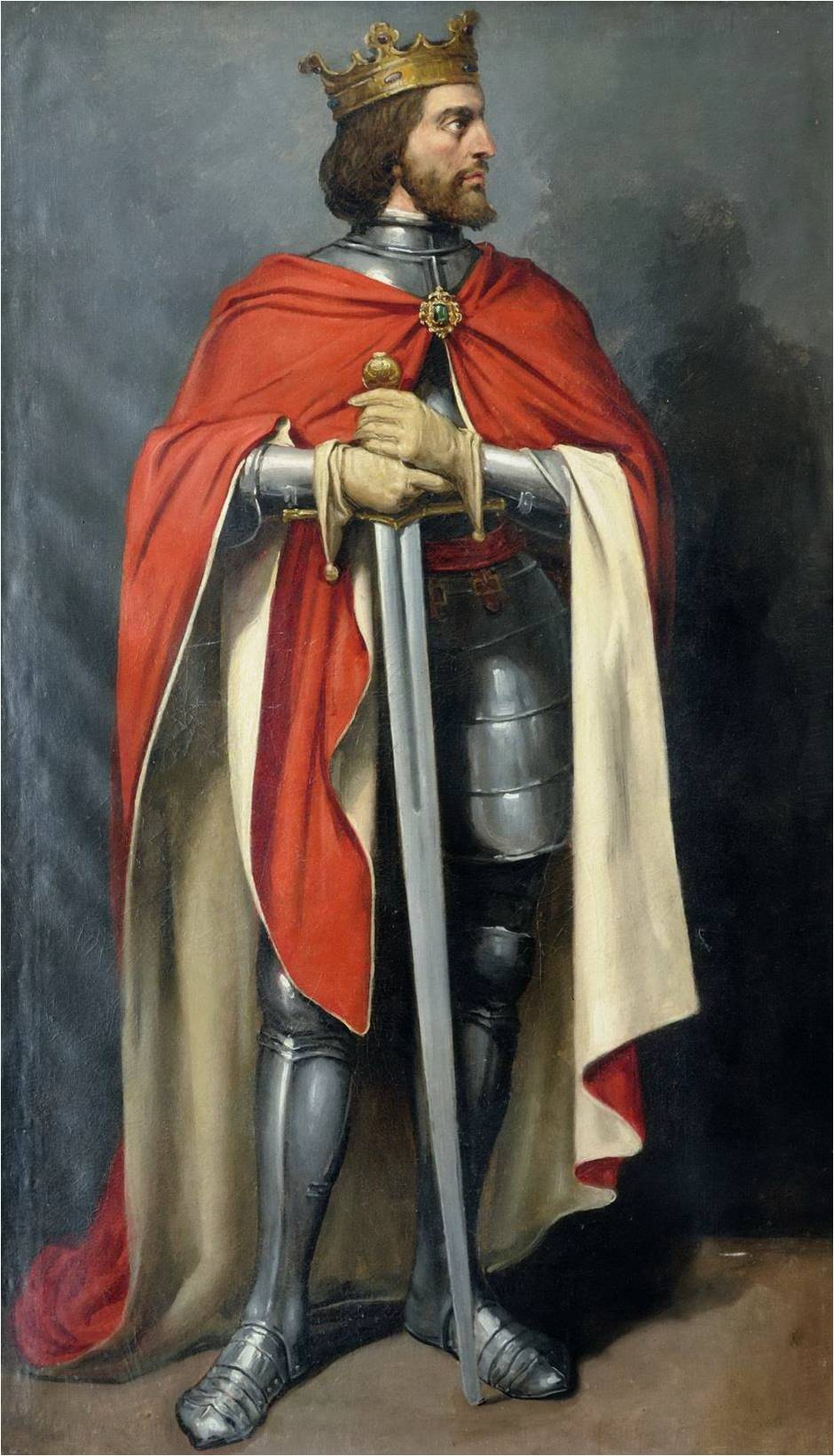
Alfonso XI de Castilla y León

Con la conquista cristiana de la ciudad por parte de las tropas de Alfonso VI, el Alcázar pasa a ser lugar de estancia para los reyes castellanos, quedando documentadas especialmente las del propio Alfonso VI, Alfonso VIII, Fernando III, Sancho IV y Alfonso XI. Este último manda edificar en su interior una iglesia dedicada a San Ildefonso y la dota de "grandes posesiones e instituyendo capitanías".
Será precisamente en tiempos de Alfonso XI, durante el siglo XIV, cuando el Alcázar de Guadalajara goce de su mayor esplendor. Bajo su reinado, tras las reformas impulsadas por la infanta Isabel de Castilla, señora de Guadalajara entre 1292 y 1311, junto con las del convento de Santa Clara, el Alcázar se convirtió en un auténtico palacio real al estilo mudéjar construyéndose las alhanías, el patio central, las albercas, la qubba, los baños, los sótanos y la torre que un siglo después, en tiempos de los Reyes Católicos, sería el conocido como Peso de la Harina. Para la profunda reforma llevada a cabo los arquitectos se basan en planos de los palacios del Real Monasterio de Santa Clara de Tordesillas, del convento de Santa Clara de Astudillo y del de León y en los alcázares de Córdoba y de Sevilla. De hecho, el patio central pudo haber sido una recreación del patio de Doncellas del de Sevilla.
Tal fue el esplendor y el prestigio con que goza el Alcázar durante el reinado de la dinastía Trastámara, herederos de la dinastía Borgoña, que se celebran en sus dependencias las Cortes de Castilla en 1390, siendo rey Juan I, y en 1408, siendo regentes por la minoría de edad de Juan II, Catalina de Lancáster y Fernando de Antequera. En 1436 se celebra allí la boda del que sería años después segundo marqués de Santillana y primer duque del Infantado, Diego Hurtado de Mendoza y Figueroa, con María de Luna, que en 1448, con el afianzamiento de la familia Mendoza en Guadalajara reciben de manos de Juan II el nombramiento de Alcaides del Alcázar de Guadalajara.
La toma de Guadalajara en 1460 por parte de las tropas de Enrique IV para expulsar a los Mendoza, que se habían hecho poderosos en la villa, deja el Alcázar en parte destruido lo que provoca que, una vez devuelta la ciudad a los Mendoza, Íñigo López de Mendoza y Luna, segundo duque del Infantado, promoviese la construcción del Palacio del Infantado como nuevo lugar de residencia familiar. Así, el Alcázar Real comienza a caer en desuso y los posteriores duques del Infantado empiezan a utilizar sus dependencias como almacenes y, en lo poco que quedaba en pie, como sede concejil. La destrucción casi total de lo poco que queda del palacio que formaba el Alcázar sucede en 1520 con el acuartelamiento en sus dependencias de la nobleza y el pueblo de Guadalajara para sumarse a la causa de los Comuneros de Castilla. Con la toma de Guadalajara por parte de las tropas de Carlos I lo poco que quedaba del complejo palaciego que formaba el Alcázar Real de Guadalajara queda destruido casi en su totalidad.

### Real Fábrica de Paños y Real Fábrica de Sarguetas de San Carlos

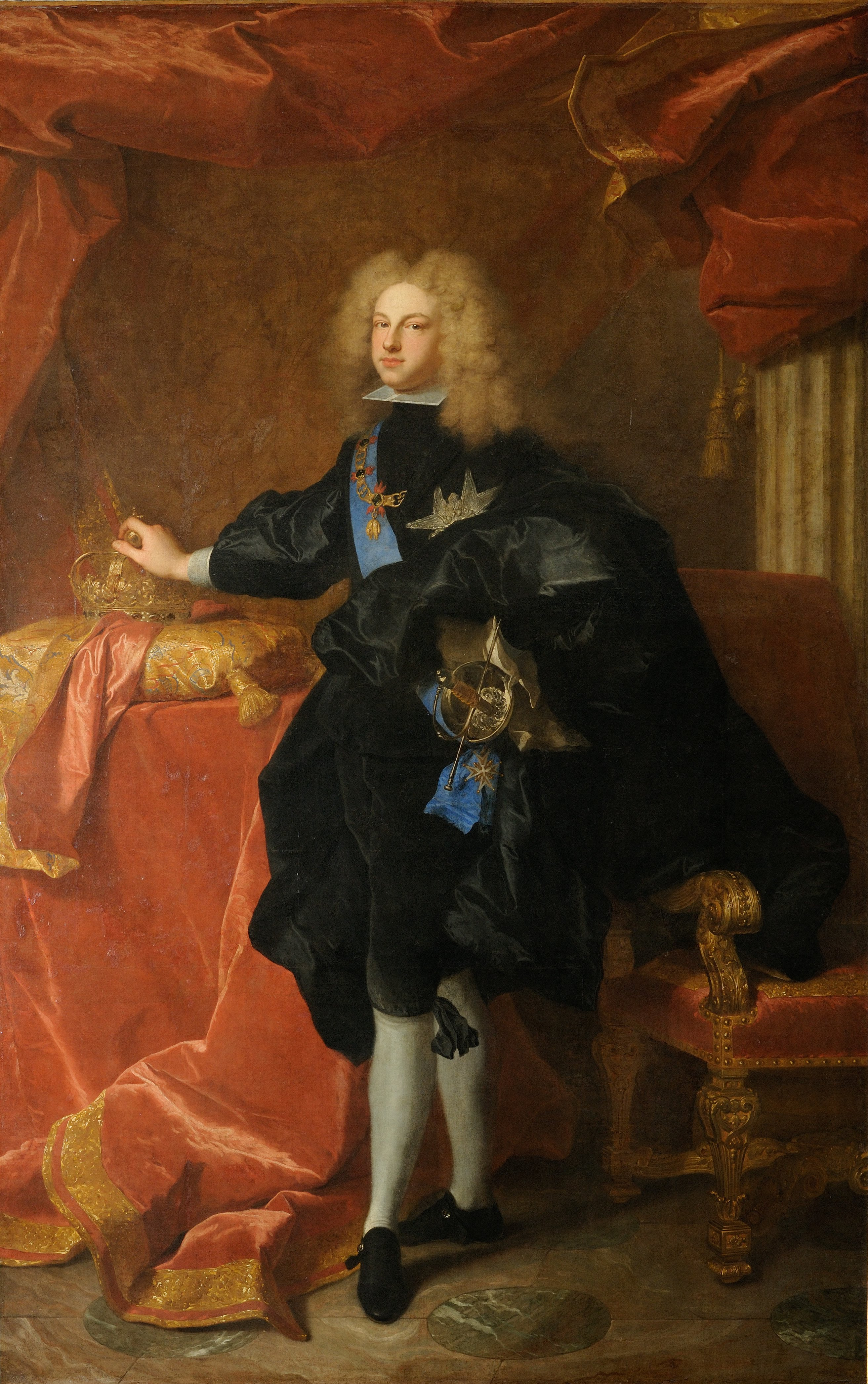
Felipe V

En 1718 Felipe V, tras la guerra de Sucesión que le alza al trono y de su boda con Isabel de Farnesio en el Palacio del Infantado, como agradecimiento a Guadalajara, otorga la posibilidad de instalar una manufactura real en la ciudad. Se trataría de una Real Fábrica de Paños. La ubicación sería el palacio de los Marqueses de Montesclaros, justo enfrente del Alcázar y del palacio de los Duques del Infantado. Para acometer las mejoras precisas que adaptasen el viejo palacio en fábrica se decide utilizar materiales procedentes de los restos del Alcázar.
Pronto se quedan pequeñas las instalaciones de la fábrica en el palacio de Montesclaros para la producción prevista por sus responsables y deciden ampliar las instalaciones. Se presentan proyectos para levantar otra fábrica de paños en Brihuega, San Fernando de Henares y Torrejón de Ardoz, o bien realizar una ampliación en los terrenos del viejo Alcázar de Guadalajara. Finalmente se toma la decisión de levantar las de Brihuega y San Fernando y ampliar la de Guadalajara. Con ello, en 1778 se derruyen parcialmente los restos del Alcázar para instalar allí la ampliación de la Real Fábrica de Paños bajo los trazos diseñados por el maestro de Obras de la Real Fábrica, Diego García. Esto provoca que terminase de demolerse el viejo palacio medieval dejando en pie tan solo sus muros perimetrales que servirían de sustento del edificio de la fábrica. El nuevo edificio tomaría el nombre de Real Fábrica de Sarguetas de San Carlos. Esta utilidad de fábrica de paños y sarguetas se mantiene hasta la guerra de la Independencia, cuando vuelve a servir como cuartel militar recuperando su función primigenia como alcázar, donde queda inhabilitada como fábrica en 1812 como consecuencia de los daños sufridos. En 1833 queda definitivamente definido como cuartel militar al instalarse allí la Academia Superior de Ingenieros de Guadalajara, lo que lleva a que en 1860 se reformase profundamente las instalaciones del alcázar y del palacio de Montesclaros para adecuarlos a su nueva función.

### Ingenieros Militares y "cuartel de Globos"

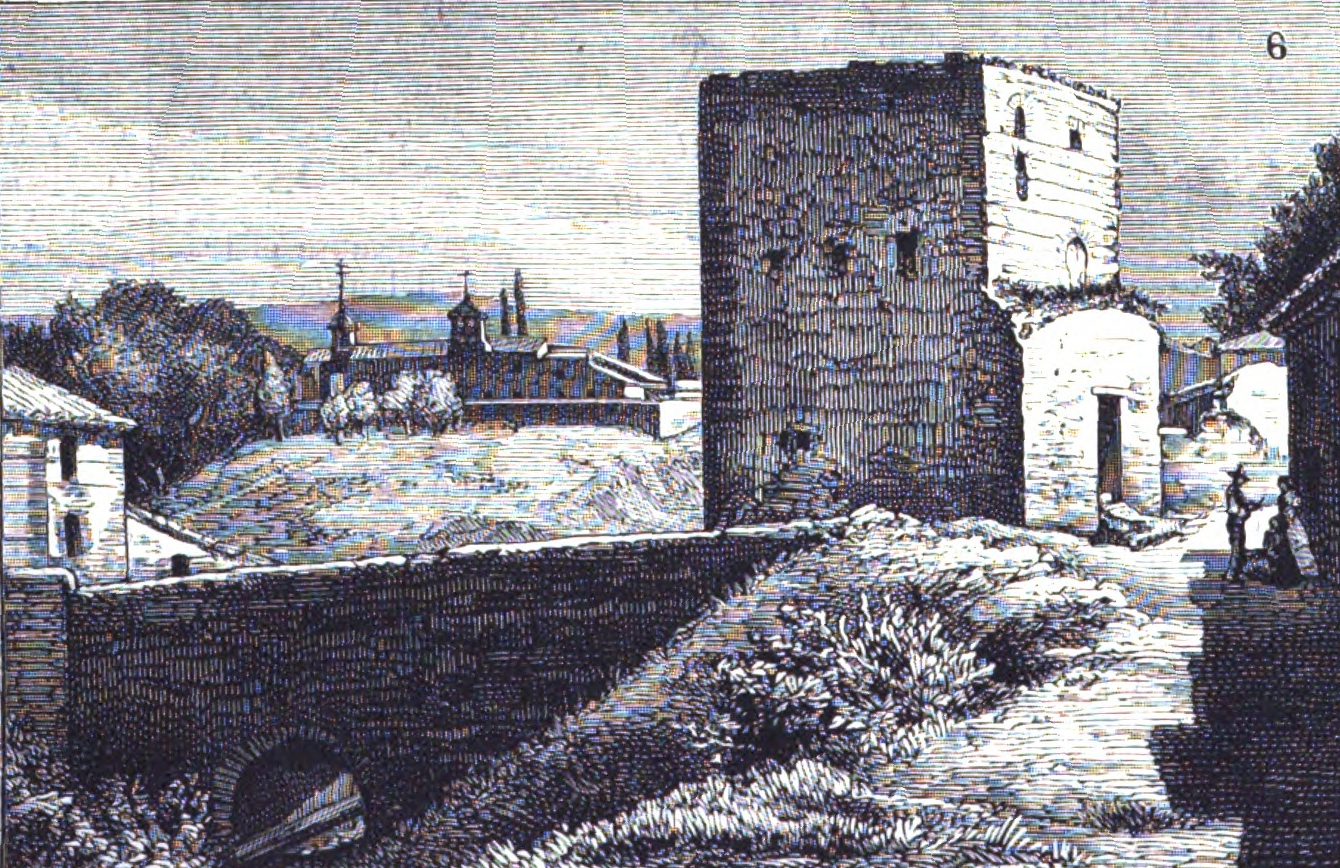
«Torre del antiguo alcázar real y convento de San Bernardo» (La Ilustración Española y Americana, 22 de febrero de 1877)

Los dos edificios de la antigua fábrica de paños quedan fuera de uso a tales efectos y son destinados a nuevos cometidos. Por una parte, en 1833, en el palacio de Montesclaros se instala el cuartel de San Fernando, destinado como Academia Superior de Ingenieros del Ejército y sede del Tercer Regimiento de Ingenieros; por otra parte, el Alcázar se destina, en un principio, para acuartelar a varios destacamentos de manera temporal hasta que en 1860 se remodelan las instalaciones y se construye un nuevo edificio que servirá como cuartel militar al que se le da el nombre de San Carlos y Santa Isabel.
En 1896 se instala en el moderno cuartel de San Carlos los despachos del Servicio de Aeroestación Militar, que tiene como lugar de maniobras el Parque de Aerostación de los Manantiales, en el que posteriormente se ubicase barrio de los Manantiales. En este complejo militar empieza a funcionar en 1900 y es donde, de manos de Pedro Vives Vich, tiene inicio la aeronáutica española, tanto en aerostación como en aviación, lo que le vale el sobrenombre de "cuartel de Globos" que le da la población de Guadalajara por la gran cantidad de estos dirigibles que se elevaban desde estas instalaciones.
Falto de espacio en el palacio del Infantado, en 1900 es también instalado en los terrenos del Alcázar y del cuartel de San Carlos la sección masculina del Colegio de Huérfanos de Guerra.

### Destrucción
Durante la última guerra civil las tropas rebeldes se acuartelan en el cuartel de San Carlos. La respuesta de las tropas republicanas se produce el 22 de julio de 1936 con el ataque al cuartel mediante bombas incendiarias que dejan el edificio en llamas y en desuso. El ataque aéreo perpetrado por los rebeldes sobre Guadalajara el 6 de diciembre de ese mismo año, el mismo que destruye el palacio del Infantado y gran parte de la ciudad, acaba con lo que quedaba de las instalaciones del Alcázar dejando en pie los pocos muros que hoy se ven. Desde entonces, el Alcázar Real de Guadalajara pasaría 69 años de abandono absoluto hasta que en 1998 se comenzaron las primeras excavaciones arqueológicas para el estudio y consolidación de los restos que deja esta fortificación.

## Fases y materiales constructivos

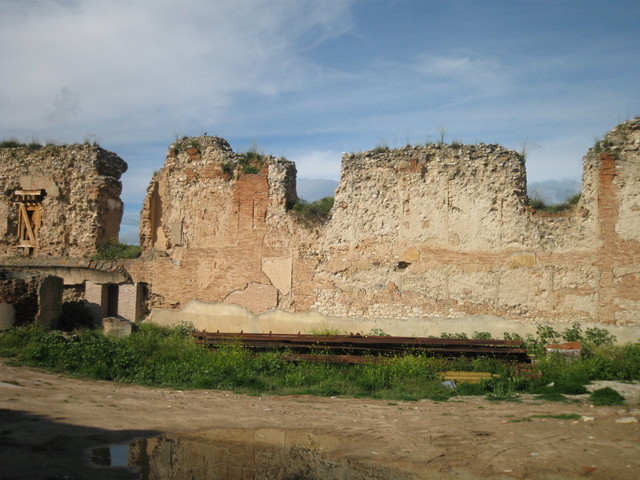
En los muros del Alcázar Real se pueden distinguir las capas correspondientes a cada fase constructiva

Las excavaciones y los estudios arqueológicos que se llevan realizando desde 1998 han dado como resultado la posibilidad de identificar entre sus restos cuatro fases constructivas en el recinto del Alcázar Real de Guadalajara: una primera correspondiente al alcázar andalusí, otra al palacio mudéjar, una tercera a la fábrica de paños y la cuarta correspondiente al cuartel de San Carlos.

### Alcázar andalusí
El alcázar andalusí fue levantado en el siglo IX y perduró en pie hasta la conquista cristiana de Guadalajara en el siglo XI. Apenas quedan restos del antiguo alcázar originario, si acaso la estructura trapecial, casi rectangular, con torres propia de las fortificaciones, además de los cimientos de los muros originarios sobre los que se levantó el posterior palacio mudéjar y de los materiales extraídos de éstos usándolos para las posteriores edificaciones. Este alcázar original fue construido a base de argamasa de cal, material que sería aprovechado en posteriores procesos constructivos.

### Palacio mudéjar
El palacio mudéjar se edificó sobre el alcázar original y se aprovechó la estructura y los materiales procedentes de las ruinas de la fortificación. Se volvió a usar la argamasa de cal reforzada con el ladrillo para mantener la estructura del palacio. Además, la yesería fue importante para adornar las distintas partes del palacio. Las excavaciones llevadas a cabo a finales de los años 1990 dejaron a la vista las bases estructurales del palacio mudéjar que fue definitivamente destruido en el siglo XVI.

### Real Fábrica de Sarguetas
Para la construcción del edificio de la fábrica de sarguetas de San Carlos se aprovechó el recinto suroccidental del antiguo palacio, reforzando los muros preexistentes mediante ladrillo visto y hormigón y abriendo unas ventanas cara al exterior. También se aplicaron las bóvedas para resolver el techo de la planta baja.

### Cuartel de San Carlos
Las necesidades de ampliar las viejas dependencias del cuartel de San Carlos instalado en la antigua fábrica de sarguetas supone un nuevo pabellón en la parte sur del recinto exterior del Alcázar, junto a la antigua carretera de Madrid. Fue construido en dos plantas con ladrillo visto y una estructura rectangular alargada.

## Partes del alcázar

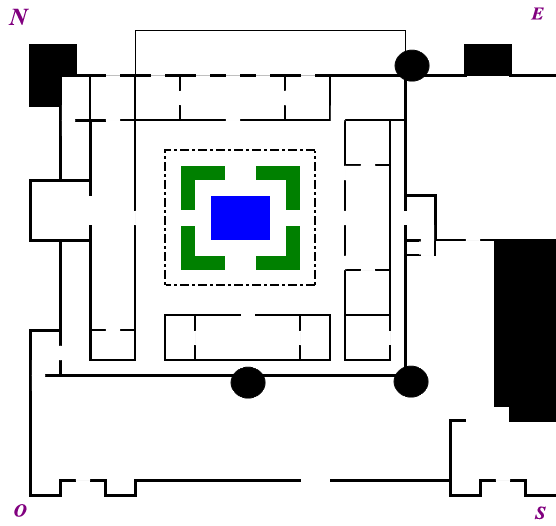
Plano esquemático del recinto

### Puerta oeste
Se sitúa el oeste del recinto del Alcázar Real y permitía acceso directo al arrabal de Cacharrerías, zona de entrada a Guadalajara desde el oeste. Seguramente en sus inicios el Alcázar ya contaba con una puerta en este lugar; aun así, la puerta noroeste data del siglo XIV. Fue construida con tapial de argamasa de cal, como todo el muro noroeste. Estuvo adornada con una fachada ornamental de ladrillo presidida por arcos túmidos al estilo mudéjar.

### Qubba o salón del trono
Es de planta cuadrada y estuvo ubicado en una de las torres del muro noroeste construidas durante la ampliación llevada a cabo en el siglo XIV. Se cubría, probablemente, por un techo irregular de madera. Estaba precedido por alhanías y abierto al patio central a través de una galería comunicante que lo rodeaba.

### Baños y letrinas
Esta dependencia estaba situada junto a la qubba hacia el norte y se trataba de una amplia sala acondicionada con una serie de bañeras y termas para la higiene y el disfrute personal de los inquilinos reales. Las letrinas constituían un espacio independiente y abierto.

### Salones y alhanías
Fueron construidas con el Alcázar original en el siglo IX junto al muro noreste y tienen una planta rectangular que constituyen un gran salón central flanqueado por dos alhanías. Se reconstruyen en el siglo XI con la conquista cristiana y su conversión en palacio real y en el siglo XIV, con la reforma llevada a cabo por Alfonso XI, se le añaden unas ventanas hacia el patio y hacia el exterior y se amplían las estancias con el fin de dar cobijo a la numerosa corte noble.

### Patio y alberca
El patio central del Alcázar es obra de los siglos XIII y XIV y estuvo dotado de un gran jardín en forma de crucero y una alberca central construida con un tapial de cal. El patio estaba rodeado por un claustro porticado compuesto por pilares octogonales con filigrana de yeserías.

### Fábrica de San Carlos
Fue levantada por Diego García en 1778 en la parte suroeste del palacio, cuyos muros fueron utilizados como soportes del nuevo edificio. La fábrica constituía un recinto de dos plantas y con ventanas en la parte superior del edificio para iluminarlo durante las horas del día.

### Sótanos y caballerizas
Son las estancias más bajas del Alcázar y se sitúan justo sobre el barranco del Alamín. Se construyeron en el siglo XIII, fueron renovadas en el siglo XVIII y tuvieron distintos uso hasta incluso después de la destrucción del Alcázar en 1936. Es una sucesión encarnada de bóvedas sobre arcos formeros levantados en ladrillo.

### Puerta sureste
Se levantaba en el muro sureste del palacio comunicándolo directamente con la ciudad. Se construyó sobre otra primigenia en el siglo XIII con piedra labrada de mampostería proveniente de la fortaleza original. Estaba formada por una torre con un vestíbulo abierta por dos arcos a modo de puertas: la puerta que comunicaba directamente con el exterior, enfrente de la cual había una buhedera abierta en el muro para proteger el recinto de posibles ataques, y con otra puerta que daba acceso al interior a través de una galería que rodeaba el recinto de este a oeste y que comunicaba con las distintas dependencias del palacio y con las caballerizas a través de unas escaleras.

### Pabellón de San Carlos
En 1860 las dependencias del cuartel de San Carlos que ocupaban el antiguo edificio de la fábrica fueron ampliadas con un nuevo pabellón más moderno y adecuado a las circunstancias que el anterior. Se levantó en la parte sur con la fachada principal a pie de la carretera de Madrid el nuevo edificio que recogerían los despachos de la Academia de Ingenieros del Ejército, quedando el viejo edificio de la fábrica como colegio de Huérfanos de Guerra.

### Peso de la Harina
En el siglo XIV se levantó con la ampliación del Alcázar una muralla exterior que reforzaba la defensa del recinto frente a la ciudad. En el extremo sur de la nueva muralla se alzó una nueva puerta de entrada en forma de torre hecha en tapial de argamasa de cal al estilo de la puerta oeste. En el siglo XV se instaló en el interior de la torre el pósito de cereales, que le dio nombre hasta la actualidad. Con la ampliación del cuartel de San Carlos en 1860 se levantó allí, aprovechando la estructura del Peso de la Harina, la torre de señales de aeroestación, culminada por un palomar, que quedó destruida con el bombardeo de 1936.

## Estudios arqueológicos
En 1996 se decidió llevar a cabo un estudio arqueológico del alcázar ante la posibilidad de construir en sus terrenos un teatro. Los primeros estudios recomendaron no edificar encima de esos terrenos por la posibilidad, que luego se tornó en realidad, de que existiesen importantes restos del pasado. Se inició entonces una serie de campañas arqueológicas en el Alcázar Real de Guadalajara.
La primera campaña de excavaciones en el Alcázar tuvo lugar entre 1998 y 2001, donde mediante un taller de empleo se realizaron las primeras excavaciones donde vieron la luz los primeros restos del palacio bajomedieval, como elementos ornamentales y las primeras estructuras, y se consolidaron las caballerizas.
En 2004 el Ayuntamiento de Guadalajara concedió el proyecto de estudio sobre el Alcázar a la Escuela de Estudios Árabes del CSIC bajo la dirección del doctor Julio Navarro Palazón. El proyecto se dividió en dos campañas: una de agosto a diciembre de 2005 y otra de julio de 2006 a enero de 2007. Durante la primera campaña se realizó una limpieza general de los restos con el fin de dejar preparados los terrenos para la siguiente campaña y se intervino puntualmente para conocer la distribución del palacio mudéjar. Se descubrieron en esta primera campaña varios objetos cotidianos de varias épocas correspondientes con las de la vida del Alcázar tales como vasijas o juguetes. En la segunda campaña se consolidaron los muros y los restos que necesitaban de tal actuación, se limpió el Peso de la Harina y se preparó para la apertura del monumento a la visita de los ciudadanos.